# Stanislav Diviš
Stanislav Diviš (* 20. listopadu 1953, Kutná Hora) je český malíř a zpěvák kapely Krásné nové stroje.

## Život
Navštěvoval základní školu v Telčicích, po jejímž ukončení po jejímž ukončení se vyučil na střední škole v Kutné Hoře v oboru elektromontér. K výtvarnému umění se dostal díky fascinaci dílem Františka Kupky, proto se v letech 1975 – 1982 snažil, během střídaní různých dělnických zaměstnání, dostat na výtvarnou vysokou školu. V roce 1982 byl přijat ke studiu na Akademii výtvarných umění v Praze do ateliéru restaurátorství. V témže roce založil spolu s Robertem Nebřenským a Martinem Chourou rockovou kapelu Krásné nové stroje.
Už v letech 1983 a 1984 uspořádal na půdě AVU mikulášské besídky, na jejichž výzdobě se podíleli studenti ze všech ateliérů. Tyto besídky byly předzvěstí tzv. Konfrontací. Během let 1984 – 1987 společně s Jiřím Davidem šest těchto Konfrontací, jednalo se o ilegální a poloilegální akce, na kterých mohli zcela svobodně vystavovat své práce.
Roku 1985 byl donucen, pod záminkou přestupu na VŠUP, ukončit své studium na AVU a v roce 1987 začal již pravidelně vystavovat na všech důležitých českých i světových výstavách. Ve stejném roce došlo také k založení výtvarné skupiny Tvrdohlaví., jejímž členem Stanislav Diviš byl.
Mezi lety 1996 a 1997 byl zaměstnán jako asistent v ateliéru vizuální komunikace Jiřího Davida na AVU. Později od roku 2002 do roku 2010 vedl vlastní ateliér malby na VŠUP.

## Dílo
Stanislav Diviš je představitelem české postmoderny, na jeho měla vliv především neoexprese, transavantgarda, dále pak Faucaultova "archeologie vědění" a Derridova filosofie dekonstrukce.
Pro jeho tvorbu je charakteristická určitá míra abstrakce a semiotika. V Divišově díle je patrný historizující pohled, který má většinou slouží jako základ radikální výtvarné stylizace a konstruování obrazového systému. S výtvarnými předlohami, jimiž jsou zpravidla již známé motivy,pracuje tak, že je přetváří "k obrazu svému". Tento postup je asi nejpatrnější v cyklu Zbytky, jehož základem jsou vzorníky látek z opuštěné textilky v Aši. Autor sám svou metodu, založenou na exaktnosti, srovnávání, transpozici a estetické redukci obecně sdílených znaků i celých sémantických systémů, označil jako "vědecký realismus", což by se dalo označit za konceptuální provokaci.
Jiří Přibáň ve své knize Obrazy české postmoderny dílo Stanislava Diviše charakterizuje jako zcela svébytnou kombinaci estetické volnosti, abstrakce a skeptického realismu, který rezignoval na možnost zachytit bezprostřední svět a život v jeho neredukované autenticitě. Je v něm obasžena zkušenost, že naše realita je vždy závislá na nějakém projevu, ať se jedná o projev výtvarný, mytologický, vědecký, řemeslný nebo tělocvičný.

## Cykly

### Dva světy
Tento cyklus vychází z dětských kreseb jeho syna Prokopa.

### Partitury
V tomto cyklu se Stanislav Diviš pokusil pomocí systému znaků zobrazit hudbu. Tímto cyklem také autor oznamuje, že tato cesta výtvarného umění nemá smysl, protože lze zachytit pouze znakový systém, který cestu k hudbě otevírá.

### Spartakiády
Cyklus spartakiády zachycuje pomocí značek nikdy neuskutečněné spartakiádní sestavy.

### Zbytky
Základem tohoto cyklu se staly vzorníky látek ze staré textilky v Aši.

## Výstavy

### 2012
- Jiří David, Stanislav Diviš, … probatum est, Galerie Miroslava Kubíka, Litomyšl, CZ

### 2011
- Střepy, zbytky, doteky, Galerie moderního umění v Hradci Králové, Hradec Králové, CZ

### 2010
- Stanislav Diviš, Wannieck Gallery, Brno, CZ

### 2009
- Ztracené světy, Galerie města Plzně, Plzeň, CZ

### 2006
- Květy z ráje, Galerie České pojišťovny, Praha, CZ

### 2005
- Retrospektiva, Východočeská galerie Pardubice, Pardubice, CZ
- Retrospektiva, Galerie U Bílého jednorožce, Klatovy, CZ

### 2004
- Dva světy, Květy z ráje, Národní galerie v Praze, Praha, CZ

### 2003
- Dva světy, Galerie ad astra, Kuřim, CZ

### 2001
- Dva světy, Obrazy, Galerie Felixe Jeneweina města Kutné Hory, CZ

### 2000
- Katedrála, Galerie V Kapli, Bruntál, CZ

### 1998
- Diviš Vidíš…, Galerie MXM, Praha, CZ

### 1997
- Stanislav Diviš, Galerie Sokolská 26, Ostrava, CZ

### 1996
- Zbytky, Galerie MXM, Praha, CZ

### 1995
- Zbytky, Galerie Caesar, Olomouc, CZ
- Partitury a Zbytky, Židovský hřbitov, márnice, Třebíč, CZ
- Stanislav Diviš, Galerie MXM, Praha, CZ

### 1993
- Obrazy 1985 – 1992, Galerie Václava Špály, Praha, CZ
- Stanislav Diviš, Galerie MXM, Praha, CZ

### 1991
- Stanislav Diviš, Galerie MXM, Praha, CZ

### 1988
- První světová výstava vědeckého realismu, Galerie Opatov, Praha, CZ
- Obrazy, Galerie mladých, Brno, CZ
- Obrazy, Kulturní středisko Blatiny, Praha, CZ

## Publikace

### 2012
Martin Dostál, Jiří David, Stanislav Diviš, … probatum est, Praha, 2012.

### 2011
Stanislav Diviš, Střepy, zbytky, doteky, Galerie moderního umění v Hradci Králové, 2011.

### 2009
Stanislav Diviš, Ztracené světy (kat. výst.), Galerie města Plzně, 2009.

### 2008
Martin Dostál, Stanislav Diviš, Praha, 2008.

### 2006
Stanislav Diviš, Květy z ráje (kat. výst.), Galerie České pojišťovny, 2006.

### 2001
Stanislav Diviš, Dva světy, Obrazy (kat. výst.), Galerie Felixe Jeneweina města Kutné Hory, 2001.

### 1993
Stanislav Diviš, Obrazy 1985 – 1992 (kat. výst.), Galerie Václava Špály, 1993.